# Carvalho (Penacova)
Carvalho é uma povoação portuguesa sede da Freguesia de Carvalho do Município de Penacova, freguesia com 31,9 km² de área e 677 habitantes (censo de 2021), tendo, por isso, uma densidade populacional de 21,2 hab./km².
Foi vila e sede de concelho entre 1514 e o início do século XIX. Este era constituído por uma freguesia e tinha, em 1801, 1 020 habitantes.
A população da freguesia encontra-se distribuída pelos seguintes lugares: Ameal, Aveledo, Caldures, Capitorno, Carvalhais, Carvalho, Carvalho Velho, Caselho, Cerquedo, Gavião, Lourinhal, Mata, Ouraça, Pendurada, Póvoa, Quinta do Pomar, Ribeira de Aveledo, Ribeira de Carvalho, Santo António do Cântaro, São Paulo, Seixo, Soalhal, Vale da Carvalha, Vale da Formiga, Vale das Éguas (metade) e Vale de Ana Justa (metade).

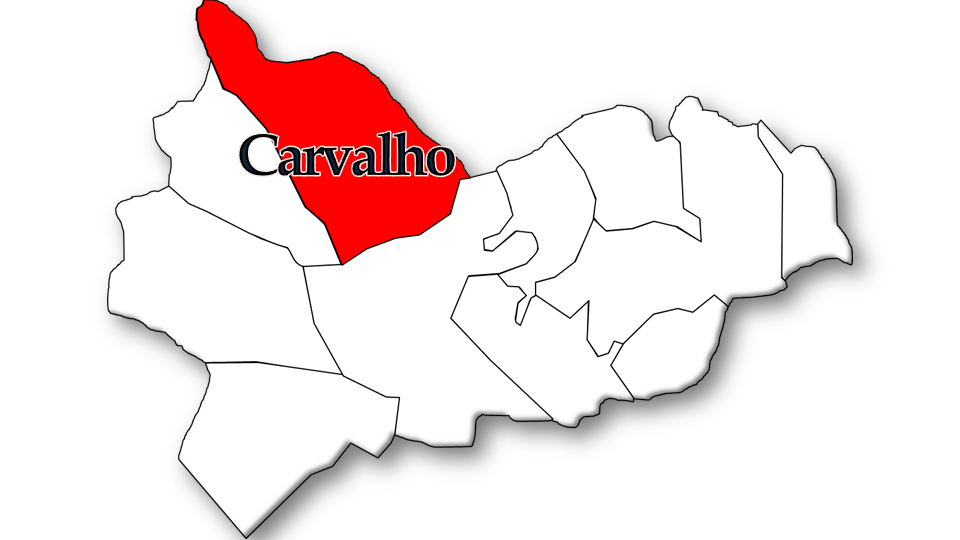
Localização no Município de Penacova

## Demografia
A população registada nos censos foi:
| Distribuição da População por Grupos Etários | Distribuição da População por Grupos Etários | Distribuição da População por Grupos Etários | Distribuição da População por Grupos Etários | Distribuição da População por Grupos Etários |
| -------------------------------------------- | -------------------------------------------- | -------------------------------------------- | -------------------------------------------- | -------------------------------------------- |
| Ano                                          | 0-14 Anos                                    | 15-24 Anos                                   | 25-64 Anos                                   | > 65 Anos                                    |
| 2001                                         | 119                                          | 145                                          | 490                                          | 223                                          |
| 2011                                         | 98                                           | 71                                           | 438                                          | 239                                          |
| 2021                                         | 47                                           | 54                                           | 308                                          | 268                                          |

## Património
- Pelourinho de Carvalho